# Надабури (Харагаульский муниципалитет)
Надабури (груз. ნადაბური) — село в Грузии, на территории Харагаульского муниципалитета края (мхаре) Имеретия.

## География
Село находится в западной части Грузии, на левом берегу реки Дзирулы, на расстоянии 53 километров к северо-востоку от посёлка городского типа Харагаули, административного центра муниципалитета. Абсолютная высота — 529 метров над уровнем моря.

## Население
По результатам официальной переписи населения 2014 года, в Надабури проживало 369 человек (184 мужчины и 185 женщин). В национальной структуре населения грузины составляли 99,5 %, литовцы — 0,25 %, русские — 0,25 %.
| Год  | Население, человек |
| ---- | ------------------ |
| 2002 | 212                |
| 2014 | ↗ 369              |